# Vila Prinz
Vila Prinz (či také Türmchenvilla) je památkově chráněný dům v německém městě Hemer na adrese Hauptstraße 209.
Dvoupodlažní vila se zimní zahradou a cibulovou pseudobarokní věží byla vystavěna roku 1899. Na špičce věže je upevněn prapor s letopočtem 1899. Přízemí zdobí segmentová okna s přezkami. Tympanony jsou bohatě zdobeny štuky. Novobarokní mansardová střecha je dekorována konzolemi ve tvaru lvích hlav.
Dnes je budova využívána městským matričním úřadem. V minulosti v objektu sídlila večerní univerzita, zdravotní úřad a úřad evidence obyvatelstva.

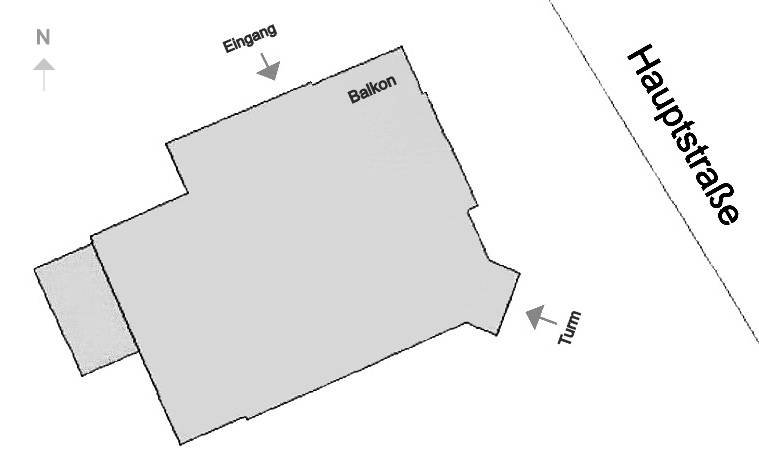
Půdorys budovy
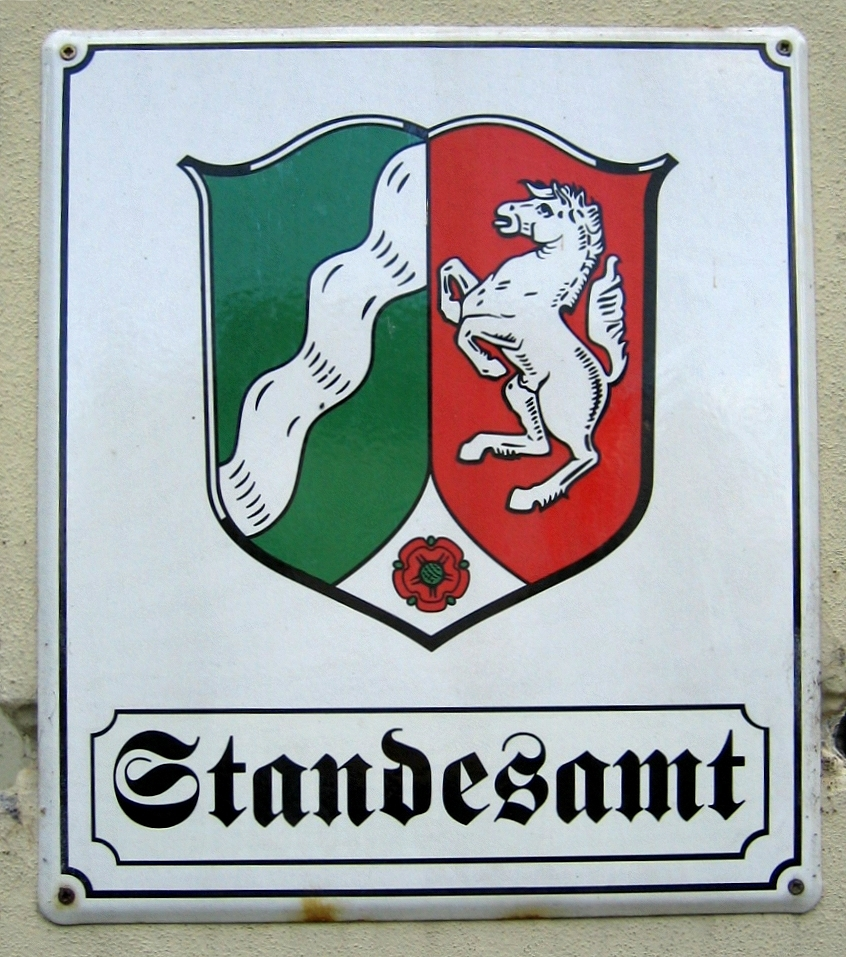